# ينبوع الفردوس الساخن
34°08′17″N 58°12′57″E / 34.13806°N 58.21583°E
ينبوع الفردوس الساخن، أو ينبوع الفردوس الحار أو الدافىء (بالفارسية: أبگرم معدنی فردوس). هو نبع مياه معدنية ساخنة يبعد حوالي 20كم (12 ميل) عن شمال مدينة فردوس في شرق إيران. 

## روابط خارجية
- الموقع الرسمي